# Binnisz (poddystrykt)
Binnisz – jednostka administracyjna trzeciego rzędu (nahijja) dystryktu Idlib w muhafazie Idlib w Syrii.
W 2004 roku poddystrykt zamieszkiwało 35 166 osób.